# Béatrice Lomeya Atilite
Béatrice Lomeya Atilite est une femme politique de la république démocratique du Congo, née le 24 avril 1968 à Medje dans le territoire Wamba dans la province de Haut-Uele. Militante et cadre du PPRD, elle est ministre d'État, ministre du Genre, de la Famille et de l'Enfant dans le gouvernement Ilunga sous la présidence de Félix Tshisekedi Tshilombo, de 2019 à 2021. Durant son mandat, elle a œuvré pour combattre les violences faites aux femmes.

## Biographique

### Études
Elle est diplômée en sciences financières, à l'Institut supérieur de commerce de Kinshasa.

### Carrière
Elle a occupé les fonctions de vice-ministre de l’Enseignement supérieur et universitaire, cadre et administrateur aux centres d’expertise et de certification des matières précieuses (CEEC). Béatrice Lomeya est durant plus de dix ans, trésorière au sein de la Majorité présidentielle. De 2011 à 2018, elle est députée nationale du territoire de Wamba dans la province du Haut Uélé. Et elle est également la deuxième vice-présidente du Réseau des femmes africaines ministres et parlementaires.Elle était jusqu’alors secrétaire permanente adjointe du PPRD, le parti du président Joseph Kabila.
Entre Le 29 août 2019 et le 28 avril 2021, elle occupe le poste de ministre ministre du Genre, de la Famille et de l'Enfant. Gisèle Ndaya Luseba lui succède.

## Réalisations
On lui doit l'adoption de la stratégie nationale de lutte contre les violences basées sur le genre en RDC.

## Prises de position
Elle s'est engagées contre les violences faites aux femmes.
Peu avant son départ du gouvernement, elle exhorte la première dame du pays, Denise Nyakeru, à s'impliquer en faveur d'une plus grande place des femmes dans le gouvernement central de RDC. Lorsqu'elle quitte son poste, en avril 2020, les femmes occupant des responsabilités représentent 27% des postes à responsabilité.

### Liens
- Stratégie contre les violences basées sur le genre de l'UNFPPA (2021-2025)